# Carneades championi
Carneades championi är en skalbaggsart som beskrevs av Bates 1885. Carneades championi ingår i släktet Carneades och familjen långhorningar.
Artens utbredningsområde är:
- Costa Rica.
- Panama.

Inga underarter finns listade.